# Dominik Graňák
Dominik Graňák (Havířov, 11 giugno 1983) è un hockeista su ghiaccio slovacco.

## Palmarès

### Mondiali
- 1 medaglia:
  - 1 argento (Finlandia/Svezia 2012)